# (35725) Tramuntana
(35725) Tramuntana (1999 FQ59) – planetoida z pasa głównego asteroid okrążająca Słońce w ciągu 4,14 lat w średniej odległości 2,58 j.a. Odkryta 27 marca 1999 roku.